# Fusion catalysée par muons
La fusion catalysée par muons est un procédé qui permet des réactions de fusion nucléaire sans aucune technique de confinement, grâce à un rapprochement des noyaux des atomes consécutif au remplacement de leurs électrons de liaison par des muons. Ce procédé, qui autorise la fusion dans les conditions ambiantes de température et de pression, a été originellement qualifié de fusion froide, terminologie que l'on préfère désormais réserver à d'autres procédés plus controversés[réf. nécessaire]. En raison du faible rendement de ce procédé, son utilisation future comme source d'énergie semble actuellement peu probable.

## Principe de fonctionnement
Les muons sont des particules élémentaires dont la masse est environ 207 fois plus élevée que celle des électrons (105,658 MeV/c2 contre ~0,510 999 MeV/c2). Dans la matière « normale », ce sont les électrons qui, en assurant les liaisons chimiques entre les atomes, maintiennent une certaine distance entre les noyaux. Lorsqu'on leur substitue des muons négatifs, on obtient une matière « exotique » dans laquelle les noyaux sont 207 fois plus proches les uns des autres. La probabilité que les noyaux ainsi rapprochés puissent fusionner « naturellement » est alors fortement augmentée. Les muons agissent ainsi comme catalyseurs des réactions de fusion, la plupart d'entre eux y survivant et demeurant disponibles pour de nouvelles réactions.
L'idée originelle de cette technique est due à Andrei Sakharov et à F. C. Frank, qui en ont prédit les effets par des études théoriques antérieures à 1950.
La principale difficulté pratique de ce procédé est le fait que les muons doivent être renouvelés en permanence, en raison de leur instabilité, la demi-vie au repos d'un muon étant de 2,2 microsecondes (2,2 × 10−6 s), et surtout de leur tendance à se lier aux noyaux d'hélium créés lors des réactions de fusion. La probabilité élevée d'une telle capture, évaluée notamment par J.D. Jackson, limite considérablement le nombre de réactions de fusion qu'un muon peut catalyser : une dizaine pour la fusion deutérium-deutérium, une centaine pour la fusion deutérium-tritium.
L'utilisation pratique de la fusion catalysée par muons ne pourrait donc être envisagée que si l'on disposait de méthodes économiques de production des muons, ce qui n'est pas encore le cas.